# نادي غرب بغداد
نادي غرب بغداد الرياضي هو فريق كرة قدم عراقي مقره في قضاء أبو غريب، بغداد، يلعب في الدوري العراقي الدرجة الثالثة.

## روابط خارجية
- نادي غرب بغداد على موقع Goalzz.com
- أندية العراق - تواريخ التأسيس